# Dasynemella conica
Dasynemella conica är en rundmaskart som beskrevs av Gerlach 1956. Dasynemella conica ingår i släktet Dasynemella och familjen Ceramonematidae. Inga underarter finns listade i Catalogue of Life.